# Heliconius phyllidis
Heliconius phyllidis är en fjärilsart som beskrevs av Grose-smith och Kirby 1892. Heliconius phyllidis ingår i släktet Heliconius och familjen praktfjärilar. Inga underarter finns listade i Catalogue of Life.